# Stenotarsus militaris
Stenotarsus militaris är en skalbaggsart som beskrevs av Gerstaecker 1858. Stenotarsus militaris ingår i släktet Stenotarsus och familjen svampbaggar. Inga underarter finns listade i Catalogue of Life.